# Noc noży
Noc noży (ang. Night of Knives) – powieść fantasy i zarazem debiut literacki kanadyjskiego autora Iana Camerona Esslemonta. Akcja książki została umieszczona w świecie Malazańskiej Księgi Poległych, który autor współtworzył wraz ze Stevenem Eriksonem
Książka została wydana w limitowanym nakładzie pięciuset egzemplarzy w 2004, dopiero w 2006 pojawiła się w większej liczbie. Polska edycja przełożona przez Michała Jakuszewskiego i wydana nakładem wydawnictwa Mag ukazała się w 2007. W 2023 roku Mag wznowił wydawanie w nowej oprawie graficznej. 

## Czas i miejsce akcji
Akcja powieści ma miejsce w Malazie, rok po znanej z prologu Ogrodów Księżyca Stevena Eriksona pacyfikacji zamieszek w Mysiej dzielnicy. Książka opisuje wydarzenia 24 godzin przed i w czasie trwania Księżyca Cienia.

## Postacie
Część postaci z Nocy noży pojawia się w Łowcach kości, dlatego najlepiej przeczytać powieść Esslemonta przed lekturą VI tomu Malazańskiej Księgi Poległych.